# Заволжское сельское поселение (Тверская область)
Заво́лжское се́льское поселе́ние — упразднённое муниципальное образование в составе Калининского района Тверской области, существовавшее в 2005 — 2023 годах.
Центр поселения — посёлок Заволжский.
Образовано в 2005 году, включило в себя территории Заволжского и Большеборковского сельских округов.
Законом Тверской области от 26.05.2023 № 25-ЗО муниципальное образование было упразднено с включением всех населённых пунктов в состав Калининского муниципального округа.

## Географические данные
- Общая площадь: 189 км².
- Нахождение: западная часть Калининского района.
  - Граничит:
    - на севере — с Черногубовским СП,
    - на востоке — с городом Тверь,
    - на юге (по Волге)— с Никулинским СП и Красногорским СП,
    - на западе — со Старицким районом, Васильевское СП,
    - на северо-западе — с Медновским СП.

## Транспорт
Поселение пересекает автомагистраль «Москва — Санкт-Петербург», северо-восточная граница по железной дороге «Москва — Санкт-Петербург».

## Экономика
Основные хозяйства: ЗАО «Заволжское», колхоз «Мир».

## Население
| 2010  | 2011  | 2012  | 2013  | 2014  | 2015  | 2016  |
| ----- | ----- | ----- | ----- | ----- | ----- | ----- |
| 4813  | ↘4797 | ↘4715 | ↘4707 | ↘4651 | ↘4616 | ↘4562 |
| 2017  | 2018  | 2019  | 2020  | 2021  |       |       |
| ↘4546 | ↘4534 | ↗4546 | ↗4641 | ↗5233 |       |       |

На 01.01.2008 — 4851 человек.

## Населенные пункты
На территории поселения находятся следующие населённые пункты:
| №  | Тип нп | Название          | Население (2008 год) |
| -- | ------ | ----------------- | -------------------- |
| 1  | пос.   | Заволжский        | 2419                 |
| 2  | дер.   | Бор               | 2                    |
| 3  | дер.   | Гнильцы           | 6                    |
| 4  | дер.   | Городня           | 108                  |
| 5  | пос.   | Дмитрово-Черкассы | 531                  |
| 6  | дер.   | Дмитровское       | 255                  |
| 7  | дер.   | Доншино           | 8                    |
| 8  | дер.   | Зеленец           | 11                   |
| 9  | н.п.   | Кордон            | 9                    |
| 10 | дер.   | Малые Борки       | 0                    |
| 11 | дер.   | Николо-Малица     | 379                  |
| 12 | дер.   | Новинки           | 103                  |
| 13 | дер.   | Оритово           | 5                    |
| 14 | дер.   | Отмичи            | 7                    |
| 15 | дер.   | Савино            | 236                  |
| 16 | дер.   | Спирково          | 4                    |
| 17 | дер.   | Старое Брянцево   | 86                   |
| 18 | дер.   | Ширяково          | 44                   |
| 19 | дер.   | Щербово           | 4                    |
| 20 | дер.   | Большие Борки     | 419                  |
| 21 | дер.   | Андреевское       | 69                   |
| 22 | дер.   | Гильнево          | 12                   |
| 23 | дер.   | Гостилково        | 4                    |
| 24 | дер.   | Дуденево          | 9                    |
| 25 | дер.   | Избрижье          | 20                   |
| 26 | дер.   | Логуново          | 13                   |
| 27 | дер.   | Мухино–Городище   | 20                   |
| 28 | дер.   | Степаньково       | 39                   |
| 29 | дер.   | Сухой Ручей       | 6                    |
| 30 | дер.   | Чадово            | 7                    |
| 31 | дер.   | Шернево           | 8                    |
| 32 | дер.   | Ярково            | 8                    |

### Бывшие населенные пункты
На территории поселения исчезли населенные пункты: Чапаевка (Сельцы), Хвостово (Казанское), Кокошки, Дудорово, Горлово, Елуево и другие.

Деревни Ново-Каликино и Старо-Каликино вошли в состав посёлка Заволжский.

## Известные люди
В деревне Дмитровское родился Герой Советского Союза Алексей Тимофеевич Аболихин.

## Археология
Избрижский могильник X—XII веков (Избрижье-1) в селе Избрижье известен находками большого количества украшений древнерусского костюма: застёжки-фибулы, браслеты, перстни, шейные гривны; украшений головного убора: браслетообразные височные кольца с завязанными концами изготовлены из серебряной проволоки. Могильник был отнесён Ф. Х. Арслановой к культуре кривичей.